# Aulo Postúmio Albo Regilense
Aulo Postúmio Albo Regilense (em latim: Aulus Postumius Albus Regillensis) foi um político dos primeiros anos da República Romana que foi, segundo Lívio, ditador romano em 498 ou 496 a.C. e que conquistou os latinos na grande Batalha do Lago Régilo e, por isso, celebrou um triunfo. Muitas das moedas dos Postúmios comemoram a vitória de seu antecessor, como a ilustrada. Uma fábula romana conta que Castor e Pólux teriam lutado nesta batalha ao lado dos romanos, o que fez com que o ditador, logo depois da vitória, tenha prometido um templo dedicado aos dióscuros no Fórum Romano.

## História
Albo foi cônsul romano em 496, o mesmo ano, segundo Lívio, da Batalha de Régilo, o mesmo ano atribuído por Dionísio de Halicarnasso. Supõe-se geralmente que o nome "Regillensis" seja derivado da batalha em Régilo, mas Niebuhr defende que a origem seja sua terra de residência, pois os Cláudios tinham o mesmo nome e os comentaristas posteriores falam apenas de Postúmio como comandante com este nome. Lívio afirma expressamente que Cipião, o Africano, teria sido o primeiro romano ganhar um sobrenome com base em suas conquistas.
Em 495 a.C., Postúmio foi escolhido apressadamente pelos romanos que lideravam a cavalaria na vitória contra uma força invasora sabina
Ele foi, segundo algumas genealogias, pai de Espúrio Postúmio Albo Regilense e Aulo Postúmio Albo Regilense.